# LibriVox
LibriVox 是一个非营利性质的免费數位圖書館網站，提供公有领域书籍的有聲版本，系全球範圍內的志愿者所朗讀錄製。網站由加拿大蒙特利尔作家 Hugh McGuire 在2005年8月为实现“公有领域书籍的声学解放”而创立，目标是“让所有公有领域的书籍在互联网上以音频格式免費取得”。
截至2016年8月6日，LibriVox 已完成1万本有声读物的录制，而到了2021年2月14日，完成录制的读物已达1.5万本，其中大多数为英文读物。LibriVox 与谷登堡计划密切相关，从该计划中获得了大部分在线书籍和文章，并由互联网档案馆免费托管其音频文件。